# Katja Munck

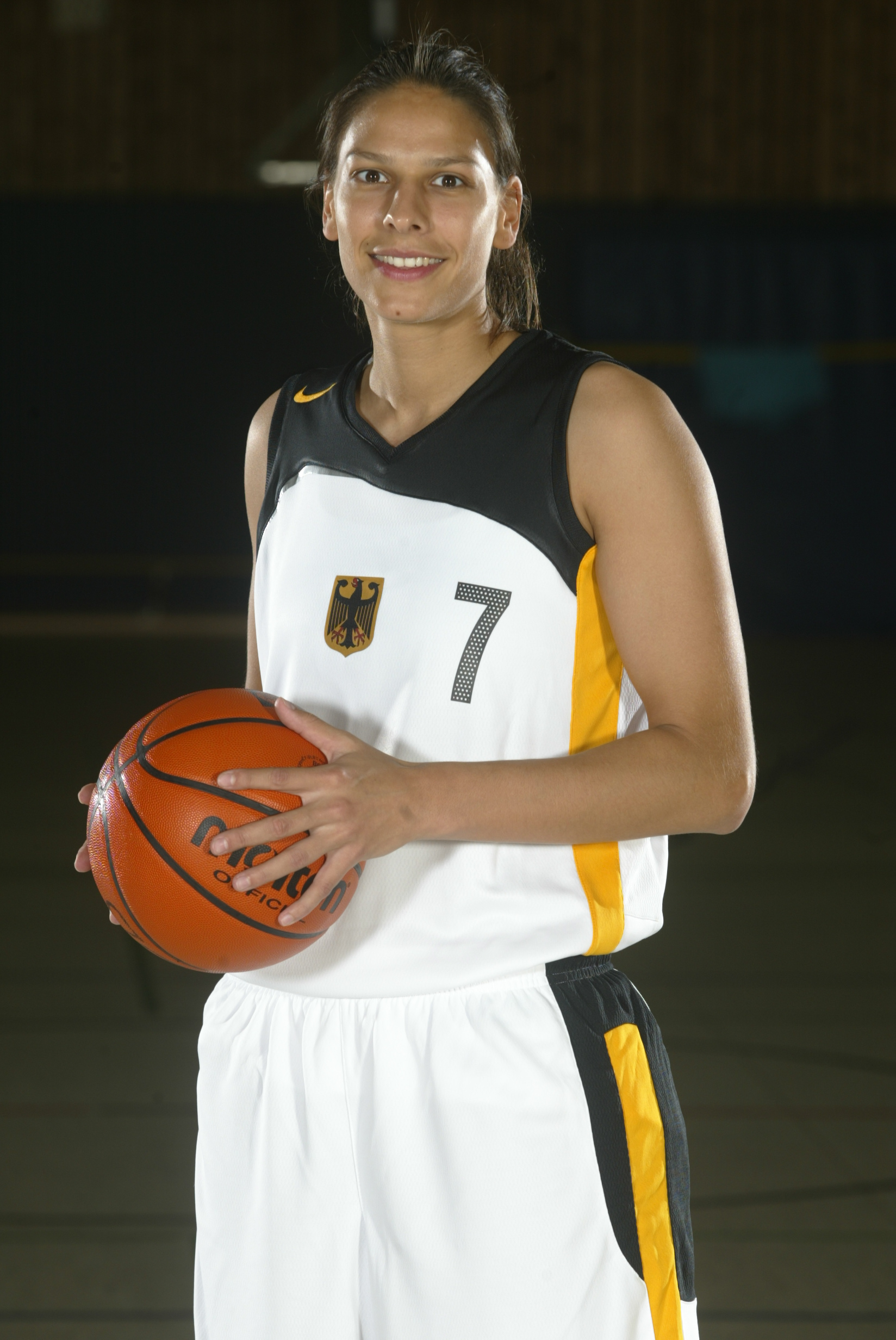
Katja Munck (2004)

Katja Munck (* 22. Januar 1979 in Großburgwedel) ist eine ehemalige deutsche Basketballnationalspielerin.

## Karriere

### Bundesliga
Ihre Basketballkarriere startete Munck im Jahr 1990 beim TS Großburgwedel. 1996 wechselte sie in die 2. Damen-Basketball-Bundesliga zum TK Hannover und 1998 zum Ligakonkurrenten SpVgg Halchter/Linden, mit dem sie sofort die Meisterschaft gewann und in die 1. Damen-Basketball-Bundesliga aufstieg.
2001 wechselte Munck zum BC Marburg und gewann mit diesem in der Saison 2002/2003 sowohl die deutsche Meisterschaft als auch den deutschen Pokal. In der Folgesaison war sie beste Werferin ihres Teams mit 18,2 Punkten pro Spiel. Nach bestandenem BWL-Examen wechselte Munck zur Saison 2004/05 zum TSV Wasserburg und gewann zum zweiten Mal den deutschen Pokal. Einige Wochen später machten sie mit ihrem Team das zweite Double ihrer Karriere perfekt. Auch in Wasserburg war sie mit 18 Punkten pro Partie beste Werferin ihres Teams.
2005 zog sie sich einen Kreuzbandriss im linken Knie zu. Im Frühjahr 2006 gab sie ihr Comeback doch verletzte sich kurze Zeit später erneut am Knie und konnte den Gewinn der deutschen Meisterschaft und des deutschen Pokalwettbewerbes 2006 mit ihrem Team nur von der Bank aus feiern.
Nachdem sie im Juni 2006 ihren Vertrag bei Wasserburg um ein Jahr verlängert hatte, wechselte sie drei Wochen vor Beginn der Saison 2006/2007 zum italienischen Meister Famila Wuber Schio. Sie debütierte gegen Mondeville/Frankreich im höchsten europäischen Vereinswettbewerb (Fiba Euroleague). Bereits in ihrer zweiten Partie gelangen ihr gegen Vilnius/Litauen 19 Punkte. In der Saison gewann sie mit Schio den italienischen Supercup 2006.

### Nationalmannschaft
Am 11. August 2000 debütierte Munck im Nationalteam im Spiel gegen die Slowakei. Nachdem sie sich erfolgreich mit ihrer Mannschaft für die Europameisterschaft 2005 qualifiziert hatte, erreichte sie in der Türkei bei der EM den 11. Platz. Munck erzielte in 56 Spielen für die deutsche Basketballnationalmannschaft 294 Punkte. Beim EM-Vorbereitungsspiel im August 2007 gegen Polen verletzte sich Katja Munck erneut am Knie. Daraufhin musste sie ihre Karriere beenden.

## Erfolge
- Deutsche Meisterin 2003, 2005, 2006
- Deutsche Pokalsiegerin 2003, 2005, 2006
- Super Coppa Italiana 2006
- 56 Länderspiele